# Oona Sevenius
Oona Sevenius (28 april 2004) is een voetbalspeelster uit Finland. Ze speelt als aanvaller voor FC Rosengård in de Damallsvenskan.

## Clubcarrière
In haar jeugdjaren kwam Oona Sevenius uit voor Rajamäki Development en Nurmijärvi Football Club. In het seizoen 2020 en 2021 kwam ze uit voor PK-35 Vantaa in de Kansallinen Liiga. Voor deze club kwam ze tot 38 wedstrijden en 16 doelpunten. Vervolgens stapte ze over naar competitiegenoot HJK Helsinki. In het seizoen 2022 werd Sevenius met 16 doelpunten topscorer van de Kansallinen Liiga.
In januari 2023 stapte Sevenius over naar het Italiaanse AC Milan. Op 16 februari 2023 maakte Sevenius op achttienjarige leeftijd haar debuut in de Serie A door in te vallen in een wedstrijd tegen Como 1907. In het seizoen 2023/24 werd Sevenius aan deze club uit Noord-Italië verhuurd om meer speelminuten te kunnen maken. Sevenius maakte haar debuut voor de club uit Como op 17 september 2023 in een thuiswedstrijd tegen SSC Napoli. In deze wedstrijd maakte Sevenius ook gelijk haar eerste doelpunt in de Serie A door in de 59ste minuut de 2-0 te maken. In het seizoen 2024/25 keerde ze terug bij AC Milan.
In de winterstop van het seizoen 2024/25 maakte Sevenius de overstap naar het Zweedse FC Rosengård. Ze tekende een tweejarig contract bij de regerend landskampioen van de Damallsvenskan.

## Statistieken
| Seizoen | Club         | Competitie        | Competitie | Competitie | Beker | Beker | Overig | Overig | Totaal | Totaal |
| Seizoen | Club         | Competitie        | Wed.       | Dlp.       | Wed.  | Dlp.  | Wed.   | Dlp.   | Wed.   | Dlp.   |
| ------- | ------------ | ----------------- | ---------- | ---------- | ----- | ----- | ------ | ------ | ------ | ------ |
| 2020    | PK-35 Vantaa | Kansallinen Liiga | 16         | 3          | 0     | 0     | 0      | 0      | 0      | 0      |
| 2021    | PK-35 Vantaa | Kansallinen Liiga | 22         | 13         | 0     | 0     | 0      | 0      | 22     | 13     |
| 2022    | HJK Helsinki | Kansallinen Liiga | 23         | 16         | 0     | 0     | 0      | 0      | 23     | 16     |
| 2022/23 | AC Milan     | Serie A           | 2          | 0          | 0     | 0     | 0      | 0      | 2      | 0      |
| 2023/24 | Como 1907    | Serie A           | 24         | 4          | 0     | 0     | 0      | 0      | 24     | 4      |
| 2024/25 | AC Milan     | Serie A           | 1          | 0          | 0     | 0     | 0      | 0      | 1      | 0      |
| 2025    | FC Rosengård | Damallsvenskan    | 0          | 0          | 0     | 0     | 0      | 0      | 0      | 0      |
| Totaal  | Totaal       | Totaal            | 88         | 36         | 0     | 0     | 0      | 0      | 88     | 36     |

Bijgewerkt t/m 23 januari 2025.

## Interlandcarrière
In juli 2023 werd Oona Sevenius voor het eerst opgeroepen voor Finland. Ze maakte haar debuut in een wedstrijd tegen IJsland op 14 juli 2023. In een thuiswedstrijd tegen Roemenië maakte Sevenius haar eerste doelpunt voor Finland. In februari 2024 wist Sevenius in een wedstrijd tegen Filipijnen zelfs drie keer tot scoren te komen.